# Клевенский, Митрофан Михайлович
Митрофан Михайлович Клевенский (22 ноября [4 декабря] 1877 — 9 декабря 1939) — литературовед и историк общественной мысли, педагог, библиограф

, просветитель, участник революционного движения. Один из авторов «Литературной энциклопедии».

## Биография
М. М. Клевенский родился в г. Судже в семье священника. Окончил Курскую классическую гимназию, в 1905 — Московский университет по историко-филологическому факультету. Участвовал в революционном студенческом движении.
1905—1906 гг — преподавал литературу и историю в Судже.
1906—19 гг — преподавал историю и словесность в Тверской женской земской учительской школе им. П. П. Максимовича.
1923 — преподавал в вузах Москвы.
1923—29 — заведующий библиотекой Академии коммунистического воспитания им. Н. К. Крупской.
1929—35 гг — научный сотрудник издательства Всесоюзного общества политкаторжан и ссыльнопоселенцев.
Опубликовал статьи, книги о русских писателях, художественной литературе, о декабристах. Исследователь творчества И. С. Тургенева, В. М. Гаршина, Н. А. Добролюбова, В. Г. Короленко.
Участвовал в революционном студенческом движении.
Печатался в «Современном мире», «Голосе минувшего», «Печати и революции», «Красном архиве», «Каторге и ссылке» и др.
В последние годы занимался преимущественно историей общественного движения — писал о декабристах, народовольце Михайлове, Ишутинском кружке, каракозовцах и т. п.
Умер в 1939 году. Прах захоронен в колумбарии на Новодевичьем кладбище.

## Литературно-исследовательские работы
- Екатерининская литература о крепостном праве, сб. «Крепостное право в России и реформа 19 февраля», М., 1911
- Книги «Поэт Н. А. Некрасов» и «И. С. Тургенев» (Тверь, 1919). И. С. Тургенев и семидесятники, «Голос минувшего», 1914
- Одним из составителей биобиблиографич. словаря «Деятели революционного движения в России».
- Биографии В. М. Гаршина, К. Ф. Рылеева (1925—1926).
- Библиографический указатель «Русская подпольная и зарубежная печать».
- Ишутинский кружок и покушение Каракозова. — М: 1927
- Сборник «Крепостное право в России и реформа 19 февраля».
- Указатель «Герцен-издатель и его сотрудники».
- Общественно-политические взгляды И. С. Тургенева и др.
- Клевенский М. М. Булгарин, Фаддей Венедиктович Архивная копия от 26 сентября 2018 на Wayback Machine // Литературная энциклопедия: В 11 т. — [М.], 1929—1939. Т. 1. — [М.]: Изд-во Ком. Акад., 1930. — Стб. 611—613.